# San Zaccaria

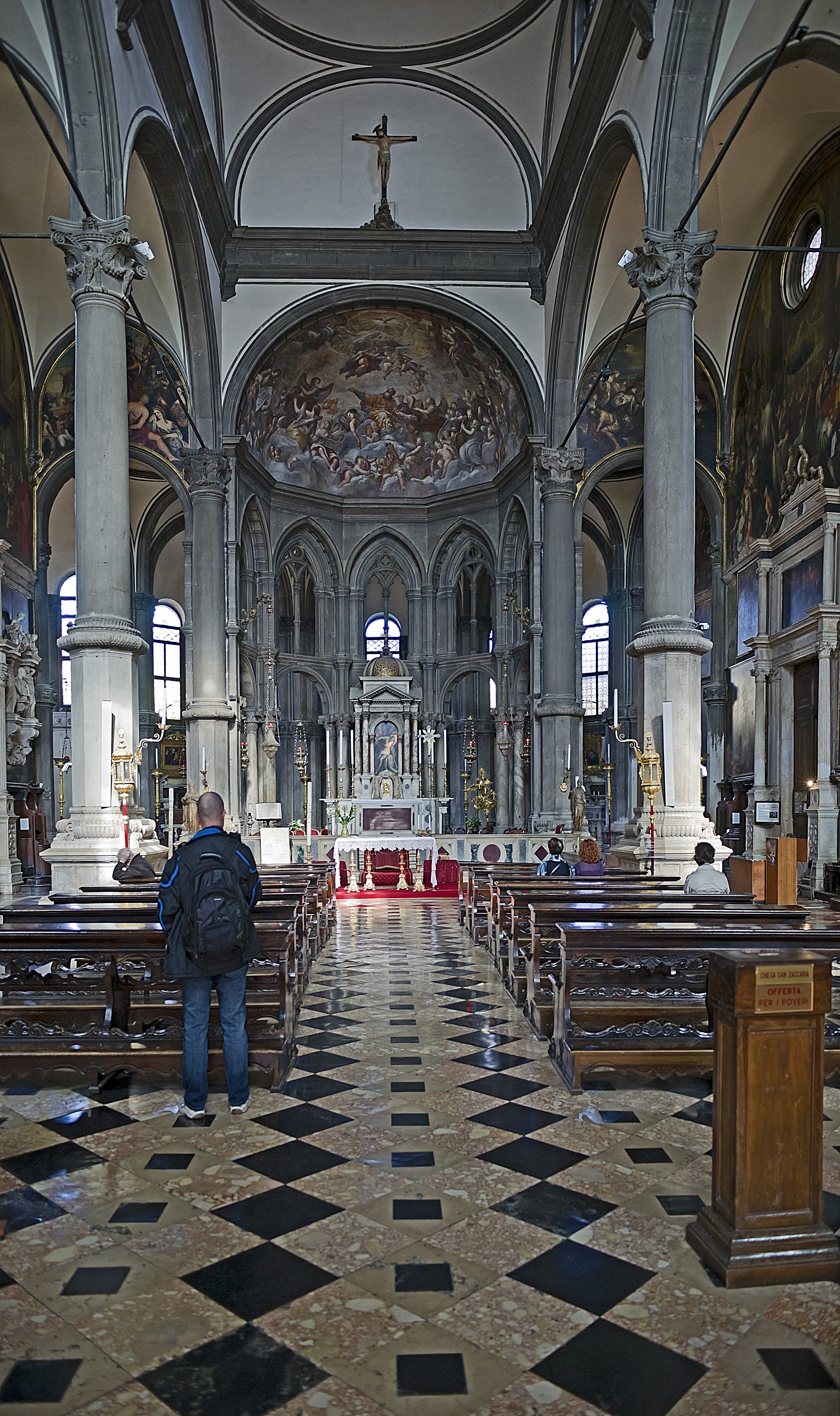
Binnen in de kerk

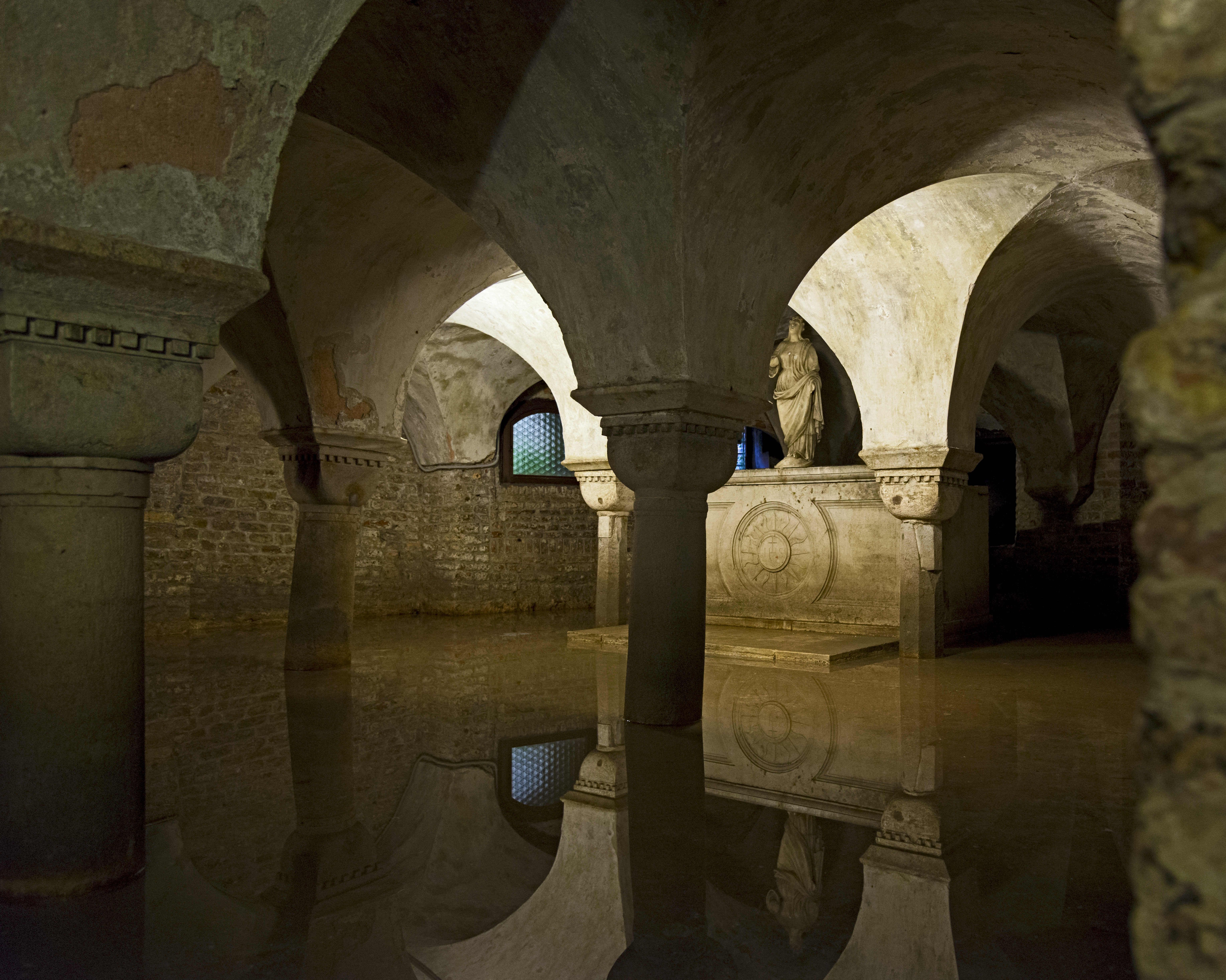
Crypte onder de "oude kerk"

De San Zaccaria is een katholieke kerk in de sestiere Castello in de Italiaanse stad Venetië. De kerk, aan het Campo San Zaccaria, bevindt zich in het centrum van de stad, driehonderd meter ten oosten van de Basiliek van San Marco en het San Marcoplein. De kerk is gewijd aan de heilige Zacharias, de vader van Johannes de Doper. 
De San Zaccaria stamt uit de negende eeuw en werd toen gebouwd om de resten van Zacharias te kunnen bewaren en aanbidden, geschonken aan de stad door de Byzantijnse keizer Leo V de Armeniër om de vriendschapsbanden te versterken. 
Na een verwoestende brand in 1105, werd tussen 1458 en 1543 de kerk herbouwd naast de locatie van de oude kerk. De kerk van San Zaccaria bestaat uit twee aangrenzende gebouwen, bekend als "oude kerk" en "nieuwe kerk". De "oude kerk", vanop het voorliggende plein gezien rechts van de "nieuwe kerk" omvat, boven de oorspronkelijke crypte, de Capelle di San Tarasio, de opzichtige hoofdkapel gewijd aan Tharasius en gebouwd en versierd tussen 1440 en 1445 en een aangrenzende kapel genaamd Capelle dell'Addolorata, samen met andere ruimtes gecreëerd tussen 1458 en 1463. De "nieuwe kerk" is de imposante basiliek waarvan protomaistro Antonio Gambello in het begin de architect was, vervolgens opgevolgd door Mauro Codussi. Achteraan in het schip, waar eerst het koor van de kloosterzusters was, bevindt zich nog een kapel, de Capelle di Sant'Atanasio, gewijd aan Athanasius van Alexandrië.
Eind 20e eeuw werd de kerk opnieuw gerestaureerd, ditmaal met geld bijeengebracht door de Nederlandse vereniging de Poorters van Venetië.
De San Zaccaria is in vele opzichten een bezienswaardige en waardevolle kerk.
Historisch gezien vanwege haar nauwe banden met de staat, hetgeen tot uiting kwam in het jaarlijkse bezoek van de doge en zijn gevolg. Op paaszondag kwamen vanuit de San Marco basiliek de doge, de signoria, binnen- en buitenlandse hoogwaardigheidsbekleders, en vertegenwoordigers van het volk in een plechtige processie naar de kerk, waar zij de vespers bijwoonden. Deze processie werd gehouden ter herinnering aan het feit dat, aan het eind van de 12e eeuw, de nonnen van dit welvarende klooster een groot deel van hun tuin hadden afgestaan aan doge Sebastian Ziani, zodat het San Marcoplein kon worden vergroot.
Tussen de negende eeuw en de brand in de twaalfde eeuw werden in de San Zaccaria acht doges begraven. Deze liggen in de crypte, gelegen onder de kapel van San Tarasio, en gebouwd in de gelijkenis van de crypte van de Basiliek van San Marco. De crypte is verdeeld in drie beuken, met twee rijen kolommen met daarboven eenvoudige kapitelen die kruisgewelven ondersteunen. De crypte zelf heeft geen decoratie of meubilair, behalve een marmeren altaar met daarboven een beeldhouwwerk van de Madonna. Her zijn de graven van acht van de Dogen en volgens de traditie ook het lichaam van San Zaccaria. De omgeving bevindt zich onder de gemiddelde zeespiegel, dus het grootste deel van het jaar zit er water in de crypte. Tijdens hoog water wordt de crypte overstroomd en is hierdoor onbruikbaar geworden. Bij laag water is het mogelijk om via een verhoogde doorgang binnen te gaan.
Kunsthistorisch gezien is San Zaccaria een ware schatkamer, met als hoogtepunt het kleurrijke altaarstuk Madonna en Kind met heiligen uit 1505 van Giovanni Bellini.
De gevel van de San Zaccaria wordt beschouwd als een van de meest opvallende en typische voorbeelden van de Venetiaanse Renaissancestijl. Deze stijl is een combinatie van de laatgotische en de klassieke renaissancestijl. Boven op de gevel staat het beeld van de Verlosser, geflankeerd door 4 engelen met passiewerktuigen.
"Wie wil zien waar Venetië de eerste adem van de Renaissance voelde, dient de kerk van San Zaccaria te bezichtigen", aldus Venetië-kenner John Julian Norwich.